# (90376) Kossuth
(90376) Kossuth est un astéroïde de la ceinture principale.

## Description
(90376) Kossuth est un astéroïde de la ceinture principale. Il fut découvert le 5 novembre 2003 à Piszkesteto par Krisztián Sárneczky et Szabolcs Mészáros. Il présente une orbite caractérisée par un demi-grand axe de 3,07 UA, une excentricité de 0,04 et une inclinaison de 11,8° par rapport à l'écliptique.

## Compléments